# Juliette Goglia
Juliette Rose Goglia (22 de septiembre de 1995) es una actriz estadounidense, conocida principalmente por interpretar a Sierra en la serie de Disney Chanel That's So Raven y a Hannah West en la serie CSI: Crime Scene Investigation. Su papel más reciente fue el de Victoria en el programa de televisión Buena Suerte Charlie.

## Vida personal
Juliette nació en un suburbio de Los Ángeles (California), es hija de la actriz Susan Stockey y del pintor en espera Carmine Goglia. Su abuelo materno fue el anfitrión y productor de la demostración de juego, Mike Stockey. Ella tiene un hermano mayor, Dante y una hermana mayor, Emily.

## Carrera
Su primer papel fue en Garfield: la película como la pequeña niña. Poco después, interpretó a Colleen O'Brian en la película para televisión Hallmark The Long Shot.
Goglia ha aparecido en varios programas de televisión, como Joanie de Two and a Half Men, y Sierra de That's So Raven en dos episodios de cada uno. Mas su papel en ejecución hasta la fecha, como una encarnación de Dios, conocida como Joan de Arcadia. Ella estaba en ocho episodios hasta su cancelación en abril del 2005.
Más recientemente, Goglia interpretó el papel de una niña prodigio que era sospechosa de asesinato en CSI: Crime Scene Investigation, y una joven que sufría convulsiones en el cancelado http://en.wikipedia.org/wiki/3_lbs (enlace roto disponible en Internet Archive; véase el historial, la primera versión y la última).. También apareció en Hannah Montana como Angela.

## Filmografía

### Películas
| Year | Title                   | Role                      | Notes          |
| ---- | ----------------------- | ------------------------- | -------------- |
| 2004 | Garfield: la película   | Little Girl               | Debut          |
| 2004 | The Long Shot           | Colleen O’Brian           | Papel de apoyo |
| 2005 | Crazylove               | Jenny                     |                |
| 2005 | Más Barato por Docena 2 | Patrocinador del teatro   | Cameo          |
| 2007 | A Grandpa for Christmas | Becca O'Riley             | Protagónico    |
| 2009 | Fired Up                | Poppy Colfax              | Pequeño rol    |
| 2010 | Easy A                  | (joven) Olive Penderghast | Rol de apoyo   |

## Televisión

### TV Shows
| Year      | Title                             | Episode | Role                                    | Notes                                                                         |
| --------- | --------------------------------- | --- | --------------------------------------- | ----------------------------------------------------------------------------- |
| 2004      | Strong Medicine                   | The Real World Rittenhouse | Gaby Heely                              |                                                                               |
| 2004      | Two and a Half Men                | Round One to the Hot Crazy Chick That Was Saliva, Alan | Joanie                                  |                                                                               |
| 2004      | That's So Raven                   | Stark Raven Mad Opportunity Shocks | Sierra                                  |                                                                               |
| 2004/2005 | Joan de Arcadia                   | Silence Night Without Stars Death Be Not Whatever The Fire and the Wood Something Wicked This Way Comes Romancing the Joan The Rise and Fall of Joan Girardi Only Connect | Encarnación de Dios en una pequeña niña |                                                                               |
| 2005      | ER (serie de televisión)          | The Human Shield | Sydney Carlyle                          |                                                                               |
| 2006      | CSI                               | The Unusual Suspect | Hannah West                             |                                                                               |
| 2006      | Vanished                          | The Tunnel The Black Box The Velocity of Sara | Becca Jerome                            | Vanished was cancelled before "The Velocity of Sara" could air on network TV. |
| 2006      | 3 lbs.                            | The God Spot | Erica Lund                              | 3 lbs. Fue cancelado antes de que "The God Spot" saliera al aire              |
| 2006      | Desperate Housewives              | Beautiful Girls The Miracle Song | Amy Pearce                              |                                                                               |
| 2007      | Veronica Mars                     | Postgame Mortem | Heather Button                          |                                                                               |
| 2007      | Ugly Betty                        | East Side Story Something Wicked This Way Comes | Hilary                                  |                                                                               |
| 2007      | CSI                               | Goodbye and Good Luck | Hannah West                             | Reprising her role as Hannah.                                                 |
| 2008      | Ugly Betty                        | Zero Worship | Hilary                                  |                                                                               |
| 2008      | Hannah Montana                    | Bye Bye Ball | Angela Vitolo                           |                                                                               |
| 2009      | Private Practice                  | Do the Right Thing | Sarah Pierce                            |                                                                               |
| 2010      | Past Life                         | Saint Sarah | Sarah                                   |                                                                               |
| 2011      | Shake It Up (serie de televisión) | Match it Up | Savannah                                | One Episode                                                                   |
| 2012      | Buena Suerte Charlie              | | Victoria                                | Two Episodes                                                                  |